# Polyrhachis pseudothrinax
Polyrhachis pseudothrinax är en myrart som beskrevs av Hung 1967. Polyrhachis pseudothrinax ingår i släktet Polyrhachis och familjen myror. Inga underarter finns listade i Catalogue of Life.